# Amphiglossa thuja
Amphiglossa thuja là một loài thực vật có hoa trong họ Cúc. Loài này được (Merxm.) Koek. mô tả khoa học đầu tiên năm 1999.